# Мурський Георгій Георгійович
Георгій Георгійович Мурський (9 січня 1950) — радянський футболіст, який грав на позиції захисника. Відомий за виступами у низці українських клубів другої ліги, найбільш відомий за виступами у складі сімферопольської «Таврії», у складі якої був чемпіоном УРСР 1973 року.

## Клубна кар'єра
Георгій Мурський є вихованцем керченського футболу, його першим тренером був Володимир Демидчик. Розпочав виступи на футбольних полях у аматорській команді «Титан» з Армянська. У 1973 році став гравцем команди другої ліги «Таврія» з Сімферополя. У перший же рік виступів завоював разом з командою чемпіоном УРСР, після чого команда здобула путівку до першої ліги. У 1974 році Мурський вже не проходив до основи першолігового клубу, тому наступного року став гравцем команди другої ліги «Хвиля» з Севастополя, у складі якої грав до кінця наступного року, в якому вона виступала під назвою «Атлантика». У 1979 році Георгій Мурський грав у складі керченського «Океана», після чого в складах команд майстрів не грав.

## Досягнення
- Переможець Чемпіонату УРСР з футболу 1973, що проводився у рамках турніру в першій зоні другої ліги СРСР.